# Noragyukh
Noragyukh (in armeno Նորագյուղ ?) o Tezebin (in azero Təzəbinə) è una comunità rurale del distretto di Xocalı in Azerbaigian, facente parte fino al 2023 della regione di Askeran nella repubblica di Artsakh (fino al 2017 denominata repubblica del Nagorno Karabakh).
Sorge in area pianeggiante, a vocazione prettamente agricola, a pochi chilometri dal capoluogo Askeran; è prossima a Ivanian e al suo aeroporto. Nel 2005 contava circa 1 400 abitanti ed era una delle più popolate fra le comunità rurali di tutta l'allora Repubblica del Nagorno Karabakh.
L'impianto urbano è a reticolato: le strade sono fiancheggiate da basse abitazioni ciascuna delle quali dispone di un'area retrostante per coltivazione o giardino.